# Тотурбийкала
Тотурбийкала (кум. Узунотар) — село в Хасавюртовском районе Республики Дагестан.
Образует муниципальное образование село Тотурбийкала со статусом сельского поселения, как единственный населённый пункт в его составе.

## География
Расположено в 4 км к востоку от города Хасавюрт, на федеральной автотрассе «Кавказ».
Ближайшие сёла: на севере — Кокрек, на юге — Эндирей, на западе — Хасавюрт и Карланюрт, на востоке — Зубутли-Миатли.

## История
Село основано русскими крестьянами-переселенцами в 1904 году. Водворены они были на казённые земли по приказу начальника Терской области генерал-лейтенанта А. М. Колюбакина. В честь него переселенцы и назвали своё село — Колюбакинское. В январе 1918 года село подверглось разорительному набегу со стороны чеченцев, и было практически полностью разорено и разрушено. Большая часть жителей покинула его. В 1929 году хутор Коркмасовка входил в состав Хасавюртовского сельсовета, состоял из 14 хозяйств, основное население — украинцы. В 1938 году постановлением президиума ВЦИК хутор Коркмасовка переименован в Узун-отар. В 1993 село вновь переименовывается, на этот раз в Тотурбийкалу, в честь Т.Тотурбиева — главы Главдагестанводстроя, уроженца этого села.

## Население
| 1926  | 1939  | 1970  | 1989  | 2002  | 2010  | 2012  |
| ----- | ----- | ----- | ----- | ----- | ----- | ----- |
| 52    | ↗394  | ↗1252 | ↗1507 | ↗2306 | ↗2843 | ↗2895 |
| 2013  | 2014  | 2015  | 2016  | 2017  | 2018  | 2019  |
| ↗2947 | ↗2976 | ↗3000 | ↗3068 | ↗3084 | ↗3138 | ↗3171 |
| 2020  | 2021  | 2023  | 2024  | 2025  |       |       |
| ↗3236 | ↗3724 | ↗3732 | ↗3776 | ↘3772 |       |       |

По данным Всероссийской переписи населения 2021 года:
| №        | Национальность | Численность, чел. | Доля    |
| -------- | -------------- | ----------------- | ------- |
| 1        | кумыки         | 3 678             | 98,76 % |
| 1.000001 | прочие         | 46                | 1,23 %  |
| 1.000002 | всего          | 3 724             | 100 %   |

## Производство
В селе работает птицефабрика.